# Aroldo Tolomelli
Araldo Tolomelli, chiamato Aroldo (Argelato, 23 febbraio 1921 – Bologna, 5 aprile 2011), è stato un partigiano e politico italiano, senatore del Partito Comunista Italiano per due legislature.

## Biografia
Tolomelli entrò nella Resistenza al termine del servizio militare. Col nome di battaglia di al Fangen, nei lunghi mesi dell'occupazione tedesca, fu vice comandante delle Brigate SAP che combattevano i nazifascisti nella pianura bolognese.
Nel dopoguerra fu dirigente dei giovani comunisti bolognesi, nel periodo quando la federazione nazionale era guidata da Enrico Berlinguer. 
Successivamente viene accusato di aver sparato -o di aver ordinato di sparare- a un agrario di Bentivoglio e si rifugia in Cecoslovacchia, dove nel palazzo di Radio Praga è caporedattore del programma Oggi in Italia che, negli anni tra il 1950 e il 1960, era molto ascoltato in Italia.
Quando Tolomelli rientra a Bologna vi dirige il Comitato cittadino del PCI e per dieci anni è consigliere comunale del capoluogo emiliano. Eletto senatore per il PCI, lo rappresenta a Palazzo Madama per due Legislature, fra il 1976 e il 1983.
Muore nel 2011 a 90 anni. Negli ultimi tempi si era molto avvicinato al movimento politico Sinistra e Libertà.
Nel 2007 Ludovico Testa aveva pubblicato, su Aroldo Tolomelli, il libro La vita è Lotta. Storia di un comunista emiliano.